# Киприан (Пыжов)
Архимандри́т Киприа́н (в миру Кири́лл Дми́триевич Пыжо́в; 7 (20) января 1904, Санкт-Петербург — 2 апреля 2001, Джорданвилл, штат Нью-Йорк, США) — архимандрит Русской православной церкви заграницей, иконописец и художник, насельник Свято-Троицкого монастыря в Джорданвилле. «Иконописец всего зарубежья».

## Биография
Отец, Димитрий Михайлович Пыжов, принадлежавший к дворянскому роду Пыжовых, вскоре после рождения сына был назначен земским начальником в Бежецком уезде Тверской губернии.
Кирилл провёл детство и юность в Бежецке. Там в 1912 году умерла мать, Александра Стринская — художница, выпускница Московского училища живописи, ваяния и зодчества.
После февральской революции Кирилл Пыжов с отцом и братьями, Евгением и Георгием, переселяется в Петроград, где им пришлось испытать нужду и голод. К концу лета 1918 года они уезжают в Щигры Курской губернии.
Во время Гражданской войны Щигры были заняты Добровольческой армией, и Пыжовы отправились в Крым, где Кирилл в возрасте пятнадцати лет был принят в Белую армию.
С частями Белой армии эвакуировался в Константинополь, затем, в 1920 году через Галлиполи — в Болгарию.
В Софии Кирилл поступает в Александровское военное училище, где он пребывает три года до расформирования в 1923 году.
Из Болгарии Кирилл уезжает во Францию через Болгарию к своему старшему брату Евгению. Вскоре после переселения Кирилла в Париж приехали его отец и брат Георгий. Поселившись втроём, братья Пыжовы специализируются по малярному ремеслу. По вечерам братья посещают Монпарнасскую школу живописи и рисования, где преподавали профессора из Академии Де Боз Арт. Расписал один из ресторанов Монмартра и участвовал в создании декораций к фильму «Дон-Кихот» Георга Пабста (1932) с Фёдором Шаляпиным в главной роли.
Потом Кирилл переехал в Ниццу. В Ницце брал уроки иконописи у Тамары Ельчаниновой, был духовным сыном о. Александра Ельчанинова. Стал защитником и проповедником строго православного церковного искусства.
Узнав в 1932 году о типографском братстве Преподобного Иова Почаевского в селе Ладимирове, в Закарпатской Руси, решил отправиться туда и там трудиться. В том же году стал послушником монастыря преподобного Иова Почаевского в селе Ладимирово на Пряшевской Руси в Чехословакии.
Осенью 1933 года архимандритом Виталием (Максименко) пострижен в рясофор с именем Киприан.
По поручению архимандрита Виталия (Максименко) начал расписывать монастырский храм. Первая роспись храма была выполнена в течение 1934 года. Проявил себя также, как талантливый книжный иллюстратор и график.
В 1938 года инок Киприан рукоположён в сан иеродиакона. В 1940 году прибывшим из Югославии митрополитом Анастасием (Грибановским) рукоположен во иеромонаха и назначен настоятелем церкви в словацком селе Вышний Орлик.
В годы II Мировой войны жил с монахами в Берлине.
В 1946 году вместе с Братством преподобного Иова Почаевского переехал в США и обосновался в Свято-Троицком монастыре возле Джорданвилла (штат Нью-Йорк). Был келейником митрополита Анастасия (Грибановского).
В 1955 году возведён в сан игумена, в 1964 году — в сан архимандрита. Профессор Свято-Троицкой Духовной семинарии в Джорданвилле.
Вместе со своим учеником Алипием (Гамановичем) исполнил росписи Свято-Троицкого собора, строительство которого было окончено в 1950 году.
Много сил посвятил развитию в странах русского рассеяния древнерусской канонической школы иконописи, был основателем джорданвилльской иконописной школы и расписал 14 храмов. Автор картин, рисунков, рождественских и пасхальных открыток, выполненных акварелью, гуашью и маслом. В 1988—1989 годах в Джорданвилле прошла его мемориальная выставка.
Был воспитателем многих поколений семинаристов и духовником многих русских эмигрантов, монашествующих и архиереев.
Скончался 2 апреля 2001 года в Джорданвилле. Похоронен в усыпальнице за алтарём главного Свято-Троицкого собора в Джорданвилле.
Написал воспоминания, которые были опубликованы в 2008 в журнале «Пастырь».

## Публикации
- Наши задачи в иконописи // Православный Путь. Церковно-богословско-философский Ежегодник : Приложение к журналу «Православная Русь». — Jordanville: Типография преп. Иова Почаевского. Holy Trinity Monastery, 1954. — С. 139—144.
- К познанию православной иконописи // Православная жизнь. — Джорданвилль. 1966. — № 1.
  - К познанию православной живописи // Богословие образа. Икона и иконописцы: Антология / Сост. А. Н. Стрижев. — М., 2002. — С. 405—416.
- Последние дни жизни, кончина и погребение Архиепископа Аверкия // Православная Русь. — 1976. — № 9. — С. 9-10.
- Мои воспоминания // Православная Русь. 1992. — № 1 (1454). — C. 12-13; № 2 (1455). — С. 12-13.
- Мои воспоминания // Пастырь. 2008. — ноябрь. — C. 67-71
- Мои воспоминания // Пастырь. 2008. — декабрь. — С. 69-72